# Grojec (Oświęcim)
Grojec ist eine Ortschaft mit einem Schulzenamt der Landgemeinde Oświęcim im Powiat Oświęcimski der Woiwodschaft Kleinpolen in Polen.

## Geschichte
Der Ort wurde 1285 erstmals urkundlich als Grozey erwähnt. Später wurde es als Grodecz (1364), Grodicz (1442), Grodecz (1457), Grodziecz (1537) erwähnt. Der Name ist abgeleitet von der Slawischen Wallburg (grodziec).
Die Pfarrei Grozecz wurde im Peterspfennigregister des Jahres 1326 im Dekanat Auschwitz des Bistums Krakau erwähnt.
Politisch gehörte das Dorf ursprünglich in der Zeit des polnischen Partikularismus zum Herzogtum Oppeln-Ratibor (Kastellanei Auschwitz). Das Herzogtum wurde 1281 nach dem Tod Wladislaus’ I. von Oppeln geteilt. Seit 1290 gehörte das Dorf zum Herzogtum Teschen und seit 1315 zum Herzogtum Auschwitz. Seit 1327 bestand die Lehnsherrschaft des Königreichs Böhmen, im Jahre 1457 von Polen abgekauft. Anschließend wurde das Herzogtum Auschwitz im Jahr 1564 völlig dem Königreich Polen angeschlossen, als Kreis Schlesien der Woiwodschaft Krakau der polnisch-litauischen Adelsrepublik (ab 1569).
Im 15. Jahrhundert entstand der Weiler Łazy mit einer kleinen Holzbefestigung, später ein separates Dorf, heute innerhalb des Schulzenamtes von Grojec.
Bei der Ersten Teilung Polens kam Grojec 1772 zum neuen Königreich Galizien und Lodomerien des habsburgischen Kaiserreichs (ab 1804). Nach der Aufhebung der Patrimonialherrschaften bildete es ab 1850 eine Gemeinde im Bezirk Biała, ab 1910 im Bezirk Oświęcim.
1918, nach dem Ende des Ersten Weltkriegs und dem Zusammenbruch der k.u.k. Monarchie, kam Grojec zu Polen. Unterbrochen wurde dies durch die Besetzung Polens durch die Wehrmacht im Zweiten Weltkrieg. Es gehörte dann zum Landkreis Bielitz im Regierungsbezirk Kattowitz in der Provinz Schlesien (seit 1941 Provinz Oberschlesien).
Von 1975 bis 1998 gehörte Grojec zur Woiwodschaft Bielsko-Biała.

## Sehenswürdigkeiten
- Katholische Holzkirche (1671), auf der Holzarchitekturroute von Małopolska (Kleinpolen)[5]
- Schloss.

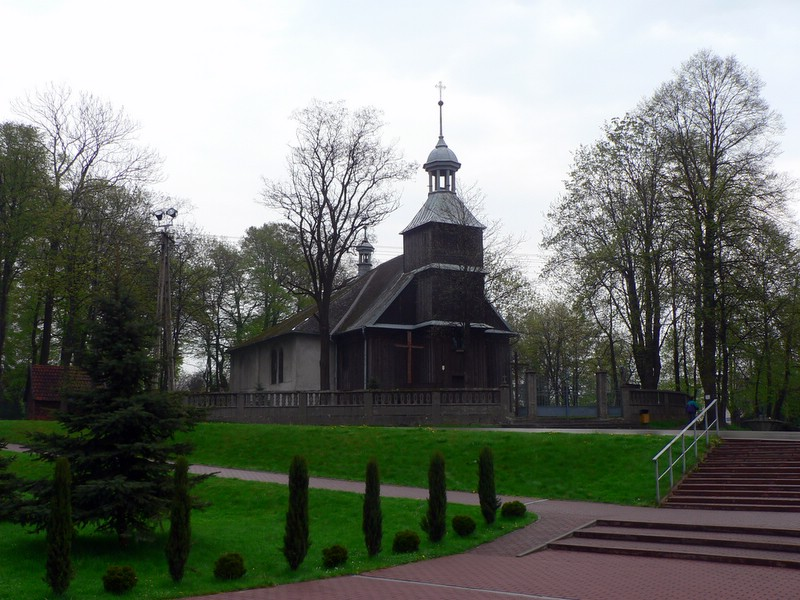
Katholische Kirche
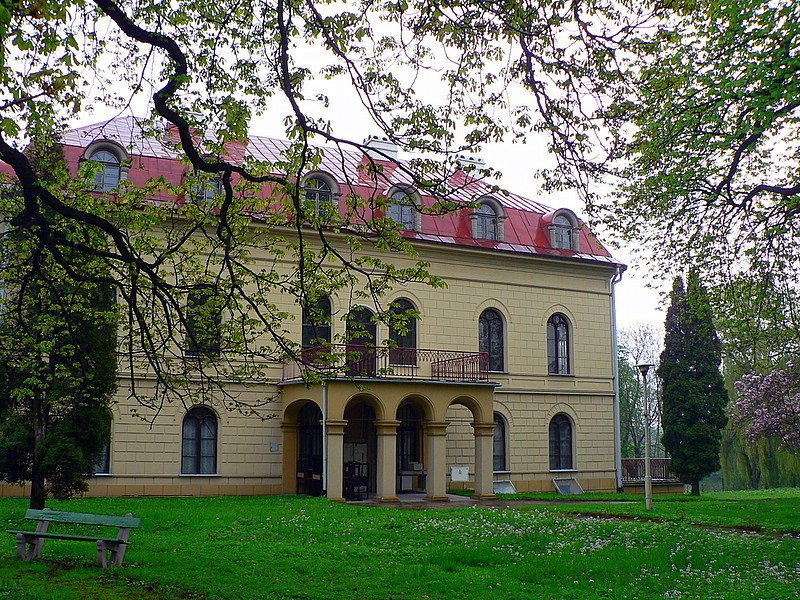
Schloss Grojec